# Journey Into Self
Pour plus de détails, voir Fiche technique et Distribution.
Journey Into Self est un film documentaire américain réalisé par Tom Skinner, produit par Bill McGaw, et sorti en 1968.

## Synopsis
Les docteurs Carl Rogers et Richard Farson mènent une séance de thérapie de groupe avec huit personnes : parmi eux trois hommes d'affaires, un étudiant en théologie, un professeur, un directeur d'école, une femme au foyer et un employé.

## Fiche technique
- Réalisation : Tom Skinner
- Producteur : Bill McGaw
- Production : Western Behavioral Sciences Institute
- Type : Noir et blanc
- Montage : John Hynd
- Durée : 47 minutes[1]
- Date de sortie : 
  - 1968 (télévision ?)
  - 20 mars 1969 (Hollywood)

## Distribution
- Richard Farson (en) : lui-même
- Stanley Kramer : lui-même
- Carl Rogers : lui-même

## Nominations et récompenses
- Oscar du meilleur film documentaire en 1969[2].

Il a reçu l'Oscar quelques semaines après la cérémonie. L'académie avait initialement décerné cette récompense au film Young Americans (en), mais s'étant par la suite rendu compte que ce dernier était sorti en 1967 et ne répondait donc pas aux critères d'attribution, le trophée a été décerné à Journey Into Self qui était second de la catégorie.